# Quais du polar
 (juillet 2018).
Le Festival international du polar de Lyon, appelé Quais du Polar, est une manifestation créée en 2005, dédiée au genre policier (roman policier et film policier) qui se déroule à Lyon (France).

## Historique et présentation
En avril 2005 naissait à Lyon le festival Quais du Polar, organisé par l'association Quais du Polar, en partenariat avec la Ville de Lyon, les Institutions et les organismes culturels lyonnais, et des partenaires privés.
Pendant trois jours (quatre jours en 2013), le festival propose une programmation autour de la littérature, du cinéma, et de toutes les formes d'art et de culture qui s'intéressent au genre « noir » : un salon du livre, les conférences et débats, des projections de films, des jeux et enquêtes, du théâtre, des concerts, des visites thématiques, des expositions inédites…
Sa croissance d'audience est passée de 14 000 visiteurs la première année, en 2005, à 24 000 en 2008, 45 000 en 2012, 80 000 en 2016, pour atteindre 100 000 en 2019.
En 2020, l'édition est organisée en ligne du 3 au 5 avril pour cause de crise sanitaire. Et en 2021, pour la même cause, elle est décalée au mois de juillet (2 au 4) avec des modifications des lieux des manifestations : exposition des livres et dédicaces sur les Quais du Rhône, conférences et rencontres sur des bateaux. En 2024, l'évènement célèbre ses 20 ans.

## Objectifs du festival

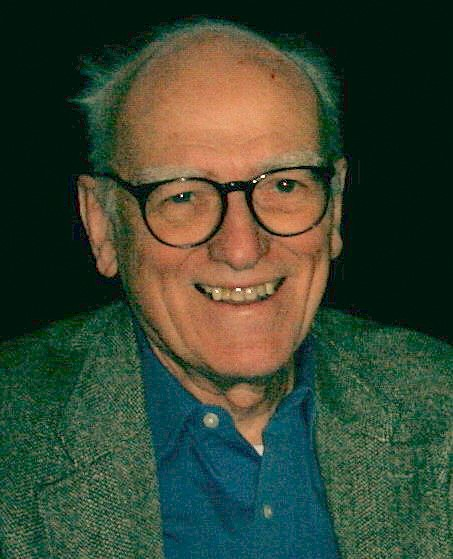
Donald Westlake, invité d'honneur du festival Quais du polar 2006

Le festival vise à offrir un panorama de la littérature policière actuelle : Quais du Polar propose au public de rencontrer les auteurs de littérature policière et les œuvres littéraires qui ont fait l’actualité dans l’année, à travers des conférences, des séances de dédicaces, ou différents événements associés (présentation de films dans les cinémas partenaires, intervention dans plusieurs musées de la ville, etc.).
Quais du Polar mène également plusieurs projets de lutte contre l'illettrisme et plus généralement milite pour l'accès à la lecture, l'écriture et la culture pour tous (notamment avec la gratuité du festival). Des actions sont menées auprès des publics scolaires (de la maternelle à l'université), des hôpitaux et des centres pénitentiaires de la région.
Quais du Polar a, depuis 2005, reçu les auteurs Harlan Coben, Donald Westlake, Ian Rankin, Deon Meyer, Tonino Benacquista, Craig Johnson, Deon Meyer, Jo Nesbo, Maxime Chattam, Yasmina Khadra, John Harvey, Michael Connelly, Arnaldur Indridason, Patricia MacDonald, Philip Kerr, R. J. Ellory, James Ellroy, John Grisham, Franck Thilliez, Ron Rash, Qiu Xiaolong, etc.

## Activités
- Un lieu (aujourd'hui le Palais de la Bourse en presqu'île) qui se transforme pour l’occasion en Palais du polar avec sa Grande Librairie, des espaces de conférences, un café polar, un espace jeunesse. Des rencontres et tables rondes sont également programmées à l'Hôtel de Ville, à la chapelle de la Trinité, à l'Opéra de Lyon et au Théâtre des Célestins.
- Le cinéma : de nombreuses projections de films policiers pendant le week-end.
- Des lectures par les auteurs en langue originale ou par des comédiens professionnels.
- La Grande Enquête de Quais du Polar : une enquête urbaine grandeur nature à résoudre, elle permet de découvrir des lieux méconnus de Lyon. Le parcours est créé par une auteure, Christelle Ravey, et ponctué d'étapes animées par des comédiens.
- Des concours de nouvelles adulte et jeunesse ouverts à tous.
- Des animations dans toute la ville : rencontres, dédicaces, soirées festives, théâtre, concerts...
- Une journée de rencontres professionnelles : Polar Connection
- L'opération "Polar derrière les murs" organisée avec l'ARALL (Auvergne-Rhône-Alpes Livre et Lecture) : des auteurs invités du festival interviennent dans des centres pénitentiaires de la région Auvergne-Rhône-Alpes pour un temps de rencontre avec les détenus

### Partenariat littéraire
Depuis plusieurs années, un partenariat est conclu entre le festival et les éditions Points, matérialisé par la série « Deux auteurs, deux pays, une seule enquête ». Chaque ouvrage est divisé en chapitres assez courts, rédigés alternativement par les deux co-auteurs à la manière d'un cadavre exquis, chacun dans sa langue, et traduits par un traducteur tiers.
- Terminus Leipzig, de Max Annas (allemand) et Jérôme Leroy (français), 2022
- L'Inconnue du port de Rosa Montero (espagnol) et Olivier Truc (français), 2023.
- Le Steve McQueen de Tim Willocks (anglais) et Caryl Férey (français), 2024.
- Contrebandiers, de Valerio Varesi (italien) et Michèle Pedinielli (français), 2025.

## Prix littéraires décernés lors de la manifestation

### Liste des prix
- Le Prix des lecteurs « Quais du Polar ». Ce prix est décerné par un jury de 14 personnes composé du président du jury, de 5 lectrices et 5 lecteurs sélectionnés par appel à candidature, du lauréat de la précédente édition et des représentants de l'association et du partenaire de l'édition. Il récompense le polar francophone de l’année, parmi les six romans préalablement choisis par les librairies et Bibliothèques municipales partenaires du festival. La remise du Prix a lieu pendant le festival en présence des auteurs.
- Le Prix Jeunesse « Quais du Polar / Ville de Lyon ». Depuis 2015, ce prix récompense un roman ou un album policier pour la jeunesse ; il s'adresse aux élèves de 3e cycle.
- Le Prix de la bande dessinée polar : En compétition, des séries terminées ou des "one shot" (histoire en un seul tome), de toutes écoles graphiques confondues parues dans l’année.
- Le Prix du polar européen du Point : depuis 2007, le magazine Le Point a choisi de remettre son prix du polar européen à l’occasion du festival Quais du Polar. Ce prix est décerné par des professionnels du livre, de l’édition et de la presse. Il est remis en public à l’auteur lors de l’inauguration du festival.
- Deux Prix de la nouvelle (enfants et tout public).
- Le Prix Polar en Séries : décerné par un jury de professionnels du livre et de l'audiovisuel dans le cadre de Polar Connection (rencontres professionnelles), il récompense le polar au meilleur potentiel d'adaptation en série TV.

### Palmarès Prix des lecteurs «Quais du Polar»
- 2005 : DOA, Les Fous d'avril
- 2006 : Franck Thilliez, La Chambre des morts
- 2007 : François Boulay, Traces
- 2008 : Marcus Malte, Garden of love
- 2009 : Caryl Férey, Zulu
- 2010 : Antoine Chainas, Anaisthêsia
- 2011 : Serge Quadruppani, Saturne
- 2012 : Antonin Varenne, Le Mur, le Kabyle et le Marin
- 2013 : Olivier Truc, Le Dernier Lapon
- 2014 : Ian Manook, Yeruldelgger[5]
- 2015 : Jérôme Leroy, L’Ange gardien
- 2016 : Colin Niel, Obia
- 2017 : Andrée A. Michaud, Bondrée
- 2018 : Gilda Piersanti, Illusion tragique[6]
- 2019 : Frédéric Paulin, La guerre est une ruse
- 2020 : Thomas Cantaloube, Requiem pour une République[7]
- 2021 : Patrice Gain, Le Sourire du scorpion[8]
- 2022 : Hervé Le Corre, Traverser la nuit[9]
- 2023 : Roxanne Bouchard, Nous étions le sel de la mer (Éditions de l’Aube)[10]
- 2024 : Morgan Audic, Personne ne meurt à Longyearbyen (Éditions Albin Michel)[11]
- 2025 :  Anne-Sophie Kalbfleisch, Eureka dans la nuit (Éditions du Rouergue)

### Palmarès Prix Jeunesse «Quais du Polar / Ville de Lyon»
- 2015 : Séverine Vidal, Drôle d’évasion
- 2016 : Jean-Christophe Tixier, Dix minutes à perdre
- 2017 : Aurélie Neyret et Joris Chamblain, Les Carnets de Cerise T4 – La déesse sans visage
- 2018 : Anne-Gaëlle Balpe, Le Mystère Vandam Pishar
- 2019 : Jean-Claude Mourlevat, Jefferson
- 2020 : Claire Renaud, Les Mamies attaquent
- 2021 : Anaïs Vachez, Les Élèves de l’ombre[12]
- 2022 : Richard Petitsigne, La Cité des squelettes[9]
- 2023 : Anne Schmauch, Rose Asphalte, enquêtrice de l’étrange – Tome 1, La colo des zombis (Éditions Bayard Jeunesse)
- 2024 : Bertrand Puard, Les Arsène, La clef aux trois joyaux (Éditions Poulpe fictions, 2023)  (ISBN 978-2-37742-325-5)
- 2025 : Sandrine Bonini, La Folle Évasion (Seuil Jeunesseà

### Palmarès Prix de la bande dessinée polar
- 2012 : Arnaud Malherbe et Vincent Perriot, Belleville Stoy T2 (Dargaud) et Marc-Antoine Matthieu, 3″ édition (Delcourt)
- 2013 : Laurent Astier, Cellule poison T5 (Dargaud)
- 2014 : Fabien Nury et Brüno, Tyler Cross
- 2015 : Antonio Altarriba et Keko, Moi, assassin (Denoël)
- 2016 : Julie Rocheleau et Olivier Bocquet, La Colère de Fantomas (Dargaud)
- 2017 : Olivier Berlion, Le Juge, la République assassinée (Dargaud)
- 2018 : Matz Chemineau et Léonard Chemineau, Le Travailleur de la nuit (Rue de Sèvres)
- 2019 : Benoit Vidal et Borris, Charogne
- 2020 : Gaët's et Julien Monier, RIP T2
- 2021 : Robin Rechtet et Matthieu Angotti, La Cage Aux Cons
- 2022 : Elizabeth Colomba et Aurélie Lévy, Queenie, la marraine de Harlem[9]
- 2023 : Run & Florent Maudoux, A Short Story – La véritable histoire du Dahlia Noir (Éditions Rue De Sèvres)
- 2024 : Christophe Dabitch et Piero Macola, Le Passeur de lagunes
- 2025 : Hervé Bourhis et Lucas Varela, American Parano - Tome 2 (Éditions Dupuis)

### Palmarès «Polar en séries»
- 2015 : Sophie Hénaff, Poulets grillés
- 2016 : Jérémy Fel, Les Loups à leur porte
- 2017 : Colin Niel, pour Seules les bêtes
- 2018 : Laurent Galandon, Frank Giroud et Frédéric Volante, L'Avocat (BD)
- 2019 : Dominique Manotti, Racket
- 2020 : Stéphane Servant, Félines
- 2021 : Jean-Charles Chapuzet, Du bleu dans la nuit, et Marin Ledun, Leur âme au diable
- 2022 : Noémie Adenis, Le loup des ardents[9]
- 2023 : Gérard Lecas, Le Sang de nos ennemis (Éditions Rivages)[13]
- 2024 : Hachin, SkilledFast (tomes 1, 2, 3), Nouvelle Hydre
- 2025 : Benjamin Dierstein, Bleus, blancs, rouges (Flammarion)

## Jeune public
- Des lectures, ateliers d’écriture et d’illustration : l’espace jeunesse du festival (100 m2) accueille les enfants et adolescents pour de nombreuses animations gratuites : ateliers d’écriture et de dessin, heures du conte, lectures par des acteurs professionnels, une ludothèque, des livres à disposition, des rencontres avec des auteurs jeunesse…
- Le parcours suspense à travers la ville. À l’issue du parcours, les classes et les enseignants participants sont invités à rencontrer les auteurs présents au festival.
- Le concours de nouvelles jeunesse : les classes des écoles primaires et collèges sont invitées à participer à un travail d'écriture, à partir d'un thème donné.
- Des rencontres avec des auteurs sont organisées pour les classes.